# Ypsilon

Ypsilon — majuskulní i minuskulní varianta

Ypsilon (majuskulní podoba Υ či ϒ, minuskulní podoba υ, řecký název Ύψιλον) je dvacáté písmeno řecké abecedy a v řecké číselné soustavě má hodnotu 400. V průběhu vývoje reprezentovalo v řečtině různé hlásky, v nejstarších dobách se vyslovovalo jako [u]IPA, klasická starořečtina jej používala pro [y]IPA a v moderní řečtině se čte [i]IPA. Zvláštní výslovnost písmeno mělo a má v rámci dvojhlásek.

## Starořečtina
Ve staré řečtině se υ původně vyslovovalo [u], v klasické řečtině se výslovnost změnila na [y] (jako německé ü) a jako [ú] se vyslovovala původně dvojhláska ου (omikronem a ypsilon). Výslovnost [u] se zachovala ve dvojhláskách αυ (s alfou, viz např. auto) a ευ (s epsilonem, případně s étou: ηυ; viz např. euforie, v jiných převzatých slovech převládla pozdější výslovnost [v], např. Evropa). Ypsilon na začátku slova mohlo být provázeno tzv. ostrým přídechem: ύ se pak četlo jako [hy-]. Ostrý přídech nahrazoval původní sykavku a obě popsané hláskové změny jsou patrné ve srovnání řecké předpony hyper- a odpovídající latinské super- (česky nad) nebo řecké hypo- a latinské sub- (česky pod). Kromě přídechu se ve staré řečtině rozlišovala také délka ypsilonu.
Název písmene y psilon znamená „prosté y“ a odlišuje jej od v klasické době stejně vyslovovaného diftongu (přesněji digramu) οι. Z názvu písmene s ostrým přídechem [hy] je odvozen latinský název kosti jazylka hyoideum připomínající υ svým tvarem.

## Užití
Dnes se písmeno υ používá jako symbol například pro:
- předpony SI yotta (y) a Yokto (Y) ve fyzice
- označení částice mezon Y v subjaderné fyzice

## Reprezentace v počítači
V Unicode je podporováno jak
- majuskulní ypsilon v obou variantách
  - U+03A5 GREEK CAPITAL LETTER UPSILON
  - U+03D2 GREEK UPSILON WITH HOOK SYMBOL
- tak minuskulní ypsilon
  - U+03C5 GREEK SMALL LETTER UPSILON

V HTML je možné je zapsat pomocí &#933; respektive &#978; respektive &#965;. Základní variantu majuskulního ypsilon a minuskulní ypsilon lze také zapsat pomocí HTML entit
&Upsilon; respektive &upsilon;.
V LaTeXu se pro základní majuskulní ypsilon používá Y z latinky, pro variantu příkaz \Upsilon a minuskulní ypsilon se píše příkazem \upsilon.